# Ecnomus milnensis
Ecnomus milnensis là một loài Trichoptera trong họ Ecnomidae. Chúng phân bố ở miền Australasia.